# УСиМ
УСиМ, «Системи керування та комп'ютери» (рос. УСиМ, «Управляющие системы и машины», англ. USiM, CSC, «Control Systems and Computers») — міжнародний науковий журнал, в якому висвітлюються питання інформатики та інформаційних технологій.
Внесений до переліку фахових видань ВАК України.
Заснований у 1972 році в Інституті кібернетики АН УРСР.
Засновники (2019):
Національна академія наук України,
Міжнародний науково-навчальний центр інформаційних технологій і систем НАН України та МОН України,
Інститут кібернетики імені В. М. Глушкова НАН України,
Фонд Глушкова.

## Тематика
Публікуються оригінальні наукові й оглядові статті про прикладні і теоретичні результати у сфері інформатики та інформаційних технологій, образного мислення, методів і засобів обробки знань, інформаційної безпеки.

## Редакція
Головний редактор — член-кореспондент НАН України Володимир Ілліч Гриценко.
Заступники головного редактора — академік НАН України Палагін Олександр Васильович, Савченко Євгенія Анатоліївна.

## Про журнал
УДК 004.8 + 004.9 + 519.7
З липня 2014 року УСіМ включений до РІНЦ.
Входить у каталог наукових видань ДАК Міністерства освіти та науки України з фізико-математичних, технічних  наук.
Свідоцтво про реєстрацію КВ № 17215 — 5985 ПР від 27.10.2010 р.
Періодичність видання — 1 раз на 2 місяці.
Мови видання: українська, англійська, російська.
Передплатний індекс: 71008.
ISSN Print 0130-5395, ISSN Online 2518—1262.